# Schultesia subcrenata
Schultesia subcrenata là một loài thực vật có hoa trong họ Long đởm. Loài này được Klotzsch ex Griseb. miêu tả khoa học đầu tiên năm 1849.